# Білтон (Вірджинія)
Білтон (англ. Bealeton) — переписна місцевість (CDP) в США, в окрузі Фокір штату Вірджинія. Населення — 5882 особи (2020).

## Географія
Білтон розташований за координатами 38°34′56″ пн. ш. 77°46′41″ зх. д. / 38.58222° пн. ш. 77.77806° зх. д. (38.582147, -77.778135).  За даними Бюро перепису населення США в 2010 році переписна місцевість мала площу 14,21 км², з яких 14,18 км² — суходіл та 0,03 км² — водойми.

## Демографія
Згідно з переписом 2010 року, у переписній місцевості мешкало 4435 осіб у 1442 домогосподарствах у складі 1097 родин. Густота населення становила 312 особи/км².  Було 1549 помешкань (109/км²).
Расовий склад населення:
| - 77,1 % — білих - 11,5 % — чорних або афроамериканців - 1,3 % — азіатів - 0,4 % — корінних американців - 0,1 % — вихідців з тихоокеанських островів - 5,6 % — осіб інших рас |

До двох чи більше рас належало 3,9 %. Частка іспаномовних становила 12,2 % від усіх жителів.
За віковим діапазоном населення розподілялося таким чином: 32,1 % — особи молодші 18 років, 63,1 % — особи у віці 18—64 років, 4,8 % — особи у віці 65 років та старші. Медіана віку мешканця становила 30,2 року. На 100 осіб жіночої статі у переписній місцевості припадало 95,1 чоловіків;  на 100 жінок у віці від 18 років та старших — 92,8 чоловіків також старших 18 років.
Середній дохід на одне домашнє господарство  становив 97 689 доларів США (медіана — 89 911), а середній дохід на одну сім'ю — 95 763 долари (медіана — 93 793). Медіана доходів становила 65 500 доларів для чоловіків та 42 013 долари для жінок. За межею бідності перебувало 2,6 % осіб, у тому числі 2,2 % дітей у віці до 18 років та 3,3 % осіб у віці 65 років та старших.
Цивільне працевлаштоване населення становило 2475 осіб. Основні галузі зайнятості: роздрібна торгівля — 21,4 %, освіта, охорона здоров'я та соціальна допомога — 19,4 %, науковці, спеціалісти, менеджери — 15,0 %, будівництво — 12,3 %.